# Оуен Харт
Оуен Джеймс Гарт (англ. Owen James Hart, 7 травня 1965, Калгарі, Альберта — 23 травня 1999, Канзас-Сіті, Міссурі) — канадський рестлер.
Виступав у кількох федераціях рестлінгу, таких як Stampede Wrestling, New Japan Pro Wrestling (NJPW), World Championship Wrestling (WCW), а також World Wrestling Federation (WWF). Найбільшого успіху він досяг у WWF, де виступав як під власним ім'ям, і під ім'ям Блю Блейзер.
Член рестлінг-династії Гартів, був молодшим із дванадцяти дітей промоутерів Stampede Wrestling Стю та Гелен Гартів. Був об'єднаним чемпіоном світу у важкій вазі з USWA, дворазовим інтерконтинентальним чемпіоном WWF, чемпіоном Європи WWF та чотириразовим командним чемпіоном світу WWF, а також «Королем рингу» 1994 року.
Загинув 23 травня 1999 року через травми, отримані внаслідок несправності обладнання та падіння з арени під час виходу на ринг на шоу Over the Edge.

## Кар'єра в реслінгу
Тренування, Stampede Wrestling та Японія (1983-1988)
Вперше отримав досвід боротьби в аматорській секції в середній школі, де він познайомився зі своєю дружиною Мартою. Боротьба була першим варіантом для кар'єри Овена. Як Марта пояснила у своїй книзі «Розбиті серця», він багато разів намагався знайти прибутковий заробіток поза рестлінгом. Під час навчання в університеті виступав під маскою як оригінальний Британський Бульдог. Потім, після закінчення університету, він виступав під ім'ям Бронко Оуен Гарт в Альберт-хол в Лондоні. Оскільки ці спроби не увінчалися успіхом, він пройшов навчання в Підземеллі Гарта свого батька і працював у Stampede Wrestling і в Англії в Joint Promotions Макса Крабтрі в матчах, які транслювалися на каналі ITV. Наступні кілька років продовжував працювати в Stampede Wrestling, відточуючи свою майстерність. У 1986 Гарт об'єднався з Беном Бассарабом і виграв титул міжнародного командного чемпіона Stampede Wrestling. Успіх команди та майстерність рестлера на рингу принесли йому нагороду Pro Wrestling Illustrated «Новачок року» у 1987 році. Після того, як він і Бассараб втратили титул чемпіона, він ворогував із Джонні Смітом та Динамітом Кідом.
У 1987 році Гарт поїхав до Японії, де протягом кількох турів виступав у New Japan Pro-Wrestling (NJPW). У NJPW він боровся з Кеїчі Ямадою, до того, як той дебютував в образі Дюзіна Лайгера. 27 травня 1988 року Оуен переміг Хіроші Хасе і завоював титул чемпіона IWGP у напівважкій вазі, ставши першим неяпонським рестлером, який здобув цей титул. Його чемпіонство закінчилося майже за місяць: 24 червня 1988 року він програв титул Сіро Косінаке.
World Wrestling Federation (1988-1989)
Успіх Гарта в Японії та робочі відносини Stampede Wrestling з World Wrestling Federation призвели до того, що влітку 1988 він підписав контракт з цією компанією. Замість рекламувати Оуена як молодшого брата Брета Гарта WWF вирішила створити для нього образ супергероя в масці, який підкреслював його повітряний стиль рестлінгу. Він дебютував у WWF як Блю Блейзер (спочатку Блю Ангел), і в перших матчах він переміг таких рестлерів, як Тері Гіббс, Стів Ломбарді та Баррі Горовіц. Дебют Блю Блейзера відбувся на Survivor Series 1988 року, коли він у команді з Останнім воїном, Брутусом Біфкейком, Джимом Бранзелом та Семом Г'юстоном виступив проти Гонкі-тон Мена, Грега Валентайна, Ізгоя Рона Басса, Бед Ньюз Брауна та Опас. Блейзер був усунений Валентайном, та його команда виграла матч[8]. Він продовжував виступати в матчах у середині шоу, перемагаючи рестлерів-початківців, але часто програючи більш іменитим бійцям. 11 березня 1989 року він програв Теду Дібіасі на Saturday Night's Main Event XX і був переможений Містером Досконалістю на WrestleMania V.
Повернення в Stampede Wrestling, Японія та Мексика (1989-1991)
Незабаром після WrestleMania V Гарт залишив WWF і вирушив у турне світом як в образі Блю Блейзера, так і без нього. Він також виступав у Stampede Wrestling, доки той не закрився у грудні 1989 року. У 1991 році Овен втратив маску Блю Юлейзера у матчі «маска проти маски» проти мексиканського рестлера Ель Канека, тим самим розпрощавшись із образом Блю Блейзера.
Він також повернувся до New Japan Pro-Wrestling (NJPW). У 1990 році Гарт вирушив до Німеччини і працював у Catch Wrestling Association.
World Championship Wrestling (1991)
Дебютував у World Championship Wrestling 16 березня 1991 року, де провів 5 матчів проти рестлерів-початківців.
Повернення до WWF (1991-1999)
Вів переговори про контракт з WCW, але угода так і не була укладена, оскільки Оуен не хотів перевозити себе та свою сім'ю до Атланти. Натомість він вдруге підписав контракт із WWF. У WWF популярне «Підстава Гартів», що складалося з його брата Брета і швагра Джима Нейдгарта, розпалося - Брет почав одиночну кар'єру, а Нейдгарт використовувався рідко. Коли Нейдгарт повернувся після сюжетної травми, він приєднався до Оуена і сформував команду, відому як «Нова Заснування». Оуен і Нейдгпрт спочатку ворогували з «Братами Беверлі». Потім вони провели свій єдиний матч на PPV на Royal Rumble у січні 1992 року, де перемогли «Східний експрес». Незабаром після цього Нейдгарт залишив WWF, а Овен почав дуже короткий виступ як одиночний рестлер, включаючи переможний матч на WrestleMania VIII, коли він воював зі Скіннером. Незабаром після "Рестлманії" Гарт об'єднався з Коко Бі Вейром у дует під назвою "Висока напруга". Як команду вони провели лише один матч на PPV, на Survivor Series, де програли «Гедшрінкерам». Команда була тихо розпущена на початку 1993 року, а Гарт розпочав поодиноку кар'єру. Оуен отримав травму коліна 9 березня 1993 року в матчі проти Бам Бам Бігелоу, який був записаний для Superstars, через що він вибув майже на два місяці.

## Смерть
Over the Edge 1999
Загинув 23 травня 1999 року у Канзас-Сіті під час PPV-шоу Over the Edge. Оуен, у вигляді комічного супергероя Блю Блейзера, мав спуститися з верхнього ярусу арени на ринг на тросі. До цього Гарт кілька разів виконував цей трюк. Під час спуску Оуен упав грудьми на канати рингу з висоти 24 метри.
До цього Гарт виконував цей трюк лише кілька разів. Вдова Оуена Марта припустила, що, заплутавшись у супергеройському плащі, він ненавмисно відстебнув кріплення. Телеглядачі не бачили інциденту, під час спуску у трансляції показували заздалегідь записаний ролик. Пізніше, коли медичний персонал допомагав Гарту, у трансляції показували аудиторію арени. Коментатор WWF Джим Росс неодноразово повторював глядачам трансляції, що подія не є елементом шоу, підкреслюючи серйозність ситуації. Овена доставили до медичного центру в Канзас-Сіті. Хоча було зроблено кілька спроб реанімації, він помер від внутрішньої кровотечі.
Керівництво WWF ухвалило спірне рішення продовжити захід. Джим Рос оголосив про смерть Гарта для глядачів трансляції, але не для фанатів на арені. Запис шоу Over the Edge 1999 ніколи не надходив у продаж. У 2014 році шоу вперше стало доступним на WWE Network. Перед початком запису показано невелику фотографію Оуена, яка повідомляє глядачам, що рестлер помер під час первісної трансляції. Усі кадри з Гартом вирізьблені з трансляції. У заяві говориться: «На пам`ять про Оуена Гарта, 7 травня 1965 року — 23 травня 1999 року, який помер у результаті нещасного випадку під час цієї трансляції».
Досі Оуен Гарт не включений до Зали Слави WWE. Компанія робила багаторазові спроби, але вдова рестлера не дає згоди на це. Марта відмовляється вводити свого чоловіка в Зал Слави WWE як говориться у її повідомлені:
«У них навіть немає Зали слави. Його не існує. Там нічого нема. Це фальшива сутність. Немає нічого реального чи відчутного. Це просто захід, на якому вони мають заробляти гроші. Вони показують це по телевізору та влаштовують свято, і це просто так безглуздо. Я ніколи б навіть не подумала про це. Це сміття".

## Титули та досягнення
- World Wrestling Federation
- Європейський Чемпіон (1 раз)
- Інтерконтинентальний чемпіон WWF (2 рази)
- Командний чемпіон WWF (4 рази) — з Йокодзуною (2), Британським Бульдогом (1) та Джеффом Джарреттом (1)
- Переможець турніру Король Рінгу (1994)
- Переможець Королівської Битви в Медісон Сквер Гарден (1994)
- Переможець турніру за Командні Чемпіонства WWF (1997) – з Британським Бульдогом
- Переможець турніру за Інтерконтинентальне Чемпіонство WWF (1997)
- Slammy Award (3 рази)

Він також володів титулами з інших рестлерських компаній.